# Каньонинг

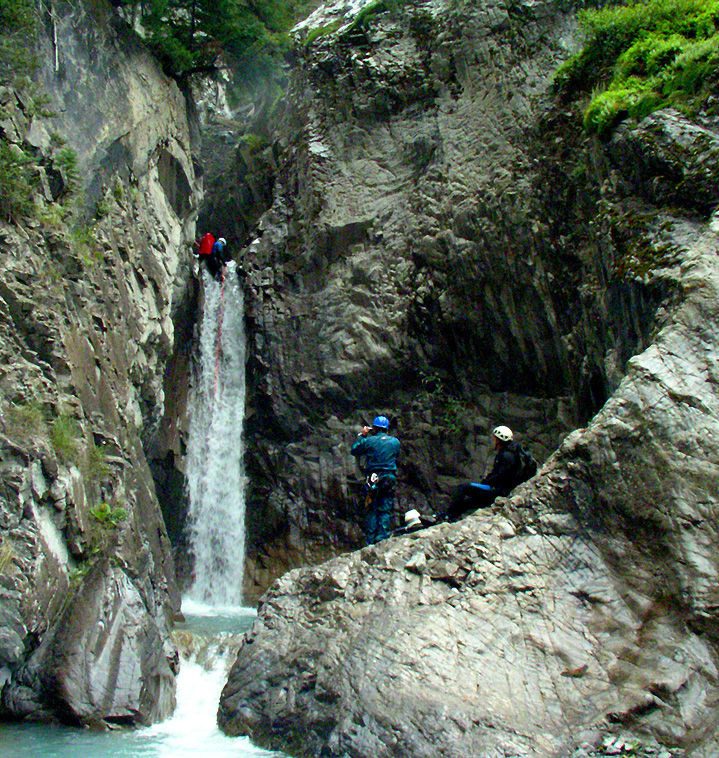
Каньонинг в Скалистых горах, США

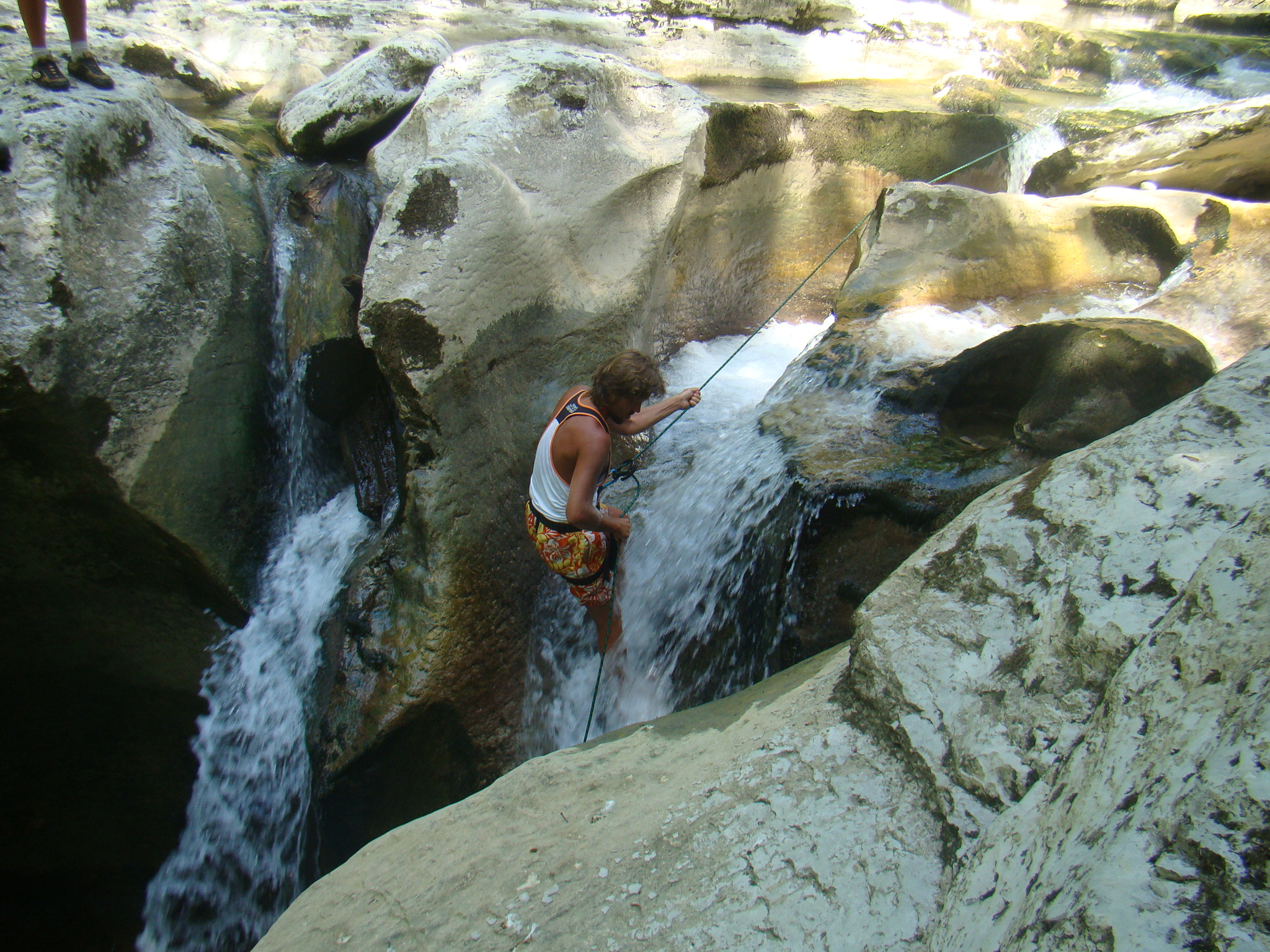
Каньонинг в Сочи

Каньо́нинг (англ. Canyoning или Canyoneering) — преодоление каньонов без помощи плавающих средств (лодки, плоты, каноэ, байдарки) с использованием различной техники преодоления сложного водно-скального рельефа: скалолазание, спуск по верёвке, прыжки в воду, плавание.
При прохождении каньонов используют альпинистские технические средства: верёвки, карабины, обвязки безопасности, спусковое устройство, каски.
В зависимости от температуры воздуха и воды используют различную одежду, обувь, обеспечивающие защиту от холодной воды - различные модели мокрых и полусухих  и сухих гидрокостюмов.
Каньонинг стал популярным способом активного отдыха и приключений в таких странах как: Россия, Португалия, Австралия, Новая Зеландия, Испания, Франция, Италия, Черногория, Швейцария, Германия, Австрия, Греция, Иордания, Канада, Мексика, Коста-Рика, Бразилия, Эквадор, Япония, Хорватия, Словения, Турция, Израиль, Мавритания, США, Доминиканская Республика.